# Nochistlán
Nochistlán oder Nochistlán de Mejía ist eine Kleinstadt mit ca. 17.000 Einwohnern und der Hauptort einer aus mehreren Dörfern und Haziendas bestehenden Gemeinde (municipio) von etwa 28.000 Einwohnern im mexikanischen Bundesstaat Zacatecas. Im Jahr 2012 wurde Nochistlán in die Liste der Pueblos Mágicos aufgenommen.

## Lage und Klima
Die Stadt Nochistlán liegt im Süden des Bundesstaats Zacatecas ca. 550 km (Fahrtstrecke) nordwestlich von Mexiko-Stadt in einer mittleren Höhe von ca. 1875 m; die Stadt Zacatecas befindet sich gut 230 km in nördlicher Richtung. Das Klima ist gemäßigt bis warm; Regen (ca. 700 mm/Jahr) fällt ganz überwiegend im Sommerhalbjahr.

## Bevölkerungsentwicklung
| Jahr      | 2000   | 2005   | 2010   |
| Einwohner | 15.499 | 15.322 | 16.562 |

Der leichte aber stetige Bevölkerungszuwachs der Stadt beruht im Wesentlichen auf der immer noch anhaltenden Zuwanderung von Familien aus den Dörfern der Umgebung.

## Wirtschaft
Bis ins 19. Jahrhundert hinein wurden in der Umgebung des Ortes Erze abgebaut; andere Siedler gründeten große Haziendas. Die Viehzucht (Rinder, Schafe, Ziegen, Schweine) spielt heute die wichtigste Rolle im Leben der Gemeinde; daneben sind auch der Anbau von Getreide (Mais, Weizen, Gerste) und der Obst- und Gemüseanbau (Bohnen, Chilis, Tomaten, Kaktusfeigen, Pfirsiche, Birnen, Feigen etc.) von Bedeutung. In der Stadt selbst haben sich Kleinhändler, Handwerker und Dienstleister aller Art angesiedelt.

## Geschichte
Bis etwa um das Jahr 1000 gehörte die Gegend zum Siedlungsgebiet des kriegerischen Stammes der Texueken, einer Untergruppe der Chichimeken, doch wurden diese von den Zacateken und Guachilen unterworfen. Um 1500 gehörte das Gebiet zum Einflussbereich der halbnomadischen Stammesgruppe der Caxcán. Der vom Conquistador Nuño Beltrán de Guzmán im Jahr 1532 unter dem Namen Villa de Guadalajara gegründete Ort lag etwas abseits der großen Handelswege.
In den Jahren 1540 bis 1542 kam es wegen der Gewalt der Spanier im Westen Neu-Galiciens zum Mixtón-Krieg; der Anführer des Aufstandes in der Gegend um Nochistlán war ein Häuptling namens Tenamaxtle. Bei der Niederschlagung des Aufstandes wurde im Jahr 1541 Pedro de Alvarado, einer der bedeutendsten Konquistadoren Mesoamerikas, tödlich verwundet. Erst durch den persönlichen Einsatz des damaligen Vizekönigs Antonio de Mendoza gelang es mit Hilfe tlaxcaltekischer Hilfstruppen im Jahr 1542 den Aufstand zu beenden. In der Folgezeit wurde den Spaniern – mit Ausnahme der Missionare – jedoch durch päpstlichen Erlass für längere Zeit das Eindringen in die Region untersagt.

## Sehenswürdigkeiten
- Kirchen San Francisco de Asís, San Sebastián und San José
- Markthalle El Parián
- Aquädukt Los Arcos
- Statue des Häuptlings Tenamaxtle

außerhalb
- In der Ortschaft Tlachichila steht die kolonialzeitliche Kirche San Agustín